# ARA Guardia Nacional (1898)
El ARA Guardia Nacional fue un buque de vapor que sirvió como transporte en la Armada Argentina, cumpliendo un destacado servicio en apoyo de la exploración y colonización de la Patagonia argentina y de las primeras campañas antárticas de la Argentina.

## Historia
Hacia fines del siglo XIX, habida cuenta de la experiencia adquirida tras los sucesos que motivaron la Expedición Py, las operaciones de apoyo a las campañas al desierto y la conflictiva situación con Chile, el Ministerio de Guerra y Marina afectó algunos pequeños transportes al servicio permanente entre la ciudad de Buenos Aires y la Patagonia argentina, con escalas en Bahía Blanca y las colonias galesas del Chubut. Sin embargo la flotilla estaba compuesta de unidades lentas y de escaso porte: el transporte Piedrabuena (la cañonera Paraná) y la cañonera Uruguay, ambos viejos vapores de la llamada Escuadra Sarmiento, el ARA Ushuaia de 500 t, el ARA 1.° de Mayo (700 t), Azopardo (383 t), Santa Cruz y el vapor transporte Villarino que, con 1192 t de desplazamiento, era probablemente el más adecuado para la tarea.
El 3 de mayo de 1898 un decreto del gobierno argentino aprobó la adquisición en 30000 libras del vapor de transporte de matrícula británica Ping Suey, construido en mayo de 1890 en los astilleros Barclay, Curle&Co., de Glasgow, Escocia.
Con casco de acero, cubierta alta también de acero pero forrada en madera, bodegas con capacidad de 4360 t de carga y un desplazamiento de 7000 t era un buque especialmente apto para tareas logísticas en mar abierto. Tenía una eslora de 365 pies, manga de 41.5 pies, puntal de 26 pies y un calado de 23.5 pies. Era propulsado por una máquina de vapor de triple expansión de 464 HP alimentada por dos calderas de doble frente. Podía mantener una velocidad de crucero de 9 nudos y máxima de 14. La capacidad de sus carboneras era de 700 t de combustible, lo que le aseguraba una autonomìa de 6700 millas.
Con una tripulación de 81 hombres al mando del capitán de fragata Hipólito Oliva y previo pasaje por el dique de Penarth en el canal de Bristol se trasladó a Cardiff de donde zarpó el 11 de junio de 1898 a Buenos Aires, arribando al Río de la Plata el 14 de julio, donde pasó al mando del teniente de fragata José Moneta.
En 1899 viajó a Europa para traer carbón para la escuadra y a su regreso en febrero de 1900 remolcó a Ushuaia al transporte Tiempo, al que fondeó frente a ese puerto austral como pontón carbonero y depósito flotante.
Permaneció entonces afectado a la División Transporte de la Armada cumpliendo funciones en la costa atlántica argentina al mando sucesivo del teniente de fragata José V. Luisoni y del capitán de fragata Francisco Torres. En 1901 al mando del teniente de navío Exequiel Guttero transportó troncos de palmera, cables y alambres para el tendido de la línea telegráfica entre Bahía Blanca y Río Gallegos reconociendo en el curso de dicha misión el área de Caleta Olivia, primera referencia documentada a esa región. En julio salvó en el Estrecho Le Maire a un bote con dos náufragos (John Nevoman y su hijo de 9 años), y en San Juan de Salvamento a 30 náufragos de la fragata inglesa Muncaster Castle.
Durante 1902 permaneció al mando de Enrique Laborde, el teniente de navío Tomás Zurueta y Bernabé Meroño y durante las maniobras del 1902 integró la 2° División de la Armada en carácter de buque carbonero.
Al mando del capitán de fragata Servando Cardoso a fines de 1903 trasladó hasta Comodoro Rivadavia a un grupo de colonos bóer y hasta Cabo Vírgenes el material necesario para construir un faro.
Durante 1904 permaneció operativo en aguas australes al mando de los tenientes de navío Mariano Beascoechea, Ismael Galíndez y Guillermo Mulvany y, tras permanecer unos meses al mando el teniente de navío Adolfo Archel durante el primer semestre de 1905, al mando ahora del teniente de navío Protasio Lamas, realizó un nuevo viaje al sur y en febrero transportó a las Georgias del Sur 1000 t de carga general y carbón destinadas a la Compañía Argentina de Pesca que el 24 de diciembre de 1904 había construido Grytviken como base para sus operaciones balleneras. En el curso de esa misión, el Guardia Nacional levantó la carta náutica de Bahia Cumberland y auxilió en la construcción de la factoría, zarpando de regreso el 30 de junio. Durante la comisión falleció en servicio el marinero de segunda Farragut, primer fallecido en el territorio antártico argentino.
Al comando del teniente de navío Pedro L. Padilla, en 1906 viajó a Liverpool para efectuar reparaciones generales y un cambio de sus máquinas, instalándose dos máquinas a vapor de triple expansión de 1850 HP.
Hasta 1910, al mando sucesivo de Borges, del teniente de navío Powathan Page, del alférez de fragata Francisco Sabelli, teniente de navío Pedro L.Padilla, teniente de fragata Ezequiel Real de Azúa y teniente de navío Carlos S.Somoza, permaneció cumpliendo tareas logísticas en el sur exceptuando los meses en que participaba como buque carbonero de las maniobras anuales de la escuadra.
Durante los festejos del Centenario Argentino permaneció al mando del capitán de fragata Tiburcio Aldao. Tras la gran revista naval de ese año, el Guardia Nacional pasó por vez primera a desarme y entró a reparaciones en los Talleres de la Marina de Dársena Norte al mando sucesivo de los teniente de navío Ángel Sastre y Julio Mendeville. 
Recién en 1912 finalizaron las reparaciones y al mando del capitán de fragata Segundo R.Storni zarpó a Europa transportando las tripulaciones destinadas a los destructores en construcción. Permaneció en esas aguas hasta marzo de 1914, regresando entonces al país. Ya en curso la Primera Guerra Mundial, zarpó el 15 de diciembre de ese año rumbo a Génova. Durante su travesía fue detenido en dos oportunidades por cruceros británicos y en otra por un crucero francés (13 de enero de 1915).
Ya en Génova, cargó municiones y explosivos navales y el 25 de marzo de 1915 zarpó nuevamente rumbo a Buenos Aires, arribando el 3 de mayo tras lo que se reintegró a sus funciones en la costa patagónica, aunque por poco tiempo, ya que fue afectado para transportar cereales a los Estados Unidos a cambio de carbón, municiones y repuestos navales.
En esa comisión, entre el 27 de noviembre de 1916 y el 6 de febrero de 1917, efectuó un viaje a Puerto Rico, Boston y Newport, auxiliando en el viaje a la barca noruega Svarts Bog que presentaba fuego a bordo, entre el 17 de marzo de 1917 y el 9 de junio efectuó un segundo viaje a Boston, Nueva York y Newport, entre el 28 de noviembre y el 10 de marzo de 1918 un tercero a Bostón y Filadelfia, quedando atrapado algunos días entre los hielos del río Delawre, y entre el 15 de marzo y el 14 de agosto de 1918 un cuarto a Boston y Newport. Ya finalizada la guerra, continuó sin embargo en igual comisión. Entre el 31 de octubre y el 2 de febrero de 1919, a Nueva York y Norfolk, debiendo entre el 20 y el 23 de noviembre alijar y remolcar al vapor transporte Chaco que había varado en la isla Santa Cruz. Entre el 30 de abril y el 25 de julio de 1919, bajo el mando del capitán de fragata Adolfo Garnaud Lescarret, efectuó un nuevo viaje a Boston y Norfolk sin incidencias y uno más entre el 24 de marzo y el 11 de julio de 1920 (Nueva York y Norfolk).
Disminuida la tensión con Chile, el gobierno había transferido en buena medida el servicio de transporte de carga y pasajeros en la costa atlántica a manos privadas, solución que pronto demostró sus limitaciones en áreas en las cuales la escasa población no tornaba redituable el servicio, por lo que el 11 de abril de 1918 fue creada la división "Transportes" en el seno de la Dirección General Administrativa del Ministerio de Marina.
El Guardia Nacional se reintegró finalmente a sus tareas en el Atlántico Sur, encargándose en febrero de 1921 de transportar al personal de relevo al Observatorio de las Islas Orcadas del Sur. 
El 7 de julio de 1921 acompañó al crucero San Martín transportando unidades del Regimiento de Granaderos a Caballo al puerto de El Callao (Perú) para asistir a las celebraciones del centenario de la República del Perú, regresando en septiembre de ese mismo año.
En 1922 integró la Segunda División de la Escuadra y fue clasificado como transporte de mar. Entre el 8 de mayo y el 22 de agosto de ese año efectuó un nuevo viaje a Nueva York y Filadelfia transportando trigo y trayendo carbón pero en el marco del proyecto para establecer un servicio regular de navegación a los puertos australes con los transportes de la Armada elaborado por la Dirección General Administrativa del Ministerio de Marina, el 28 de enero de 1923 al mando del capitán de fragata Ricardo Vago zarpó junto al ballenero Rosita en tarea de apoyo logístico rumbo a Grytviken y a las Orcadas. Durante el viaje efectuó tareas de relevamiento en las Islas Pájaro y Bienvenido y efectuó mediciones de las corrientes del Brasil y Antártica.
Durante la campaña de exploración antártica 1923-1924 el Guardia Nacional efectuó al mando del capitán de fragata Gerónimo Costa Palma un nuevo viaje junto al Rosita a las Georgias. Durante esa Campaña Oceanográfica Atlántico Sur efectuó relevamientos hidrográficos en Bahía Cumberland y en Banco Burwood, sufriendo un choque con un témpano.
En la campaña logística del período 1925-1926 el Guardia Nacional efectuó al mando del capitán de fragata Antonio Frigerio un nuevo viaje entre Buenos Aires y Puerto Cook. Tras pasar año nuevo en las Orcadas, regresó a Comodoro Rivadavia donde el 6 de julio falleció su comandante, tras lo cual siguió a Madryn y, finalmente, Buenos Aires. 
En 1926 una comisión delimitó las zonas que debían atender los armadores particulares y los transportes de la Marina de Guerra. Entre dichos transportes aún se contaba el Guardia Nacional, acompañado de los recién adquiridos Pampa y Chaco, el Ministro Ezcurra, el Bahía Blanca, el Patagonia, el América, el Primero de Mayo, el Vicente Fidel López y el Río Negro.
Sin embargo, el 15 de septiembre de 1926 el Guardia Nacional pasó a desarme en Puerto Belgrano y el 16 de noviembre de 1927 fue radiado del servicio activo en la Armada. En 1930 fue remolcado a Río Gallegos y permaneció estacionado como pontón carbonero al servicio de la escuadra hasta el año 1939. Durante esos años fue conocido también como pontón Río Gallegos. Finalmente, previa licitación, el 20 de mayo de 1941 fue vendido en m$n 200.000 a Agencias Marìtimas Unidas SRL, y matriculado ahora con el nombre Ombú viajó en los años de la Segunda Guerra Mundial entre la ciudad de Buenos Aires y Sudáfrica.